# Black One Blood Brothers
Black One Blood Brothers est un jeu vidéo développé et édité par le studio français Helios Production. Directement inspiré par les premiers épisodes de Rainbow Six ou Ghost Recon, il est disponible en accès anticipé sur Steam depuis début 2021. 

## Synopsis
Le joueur est aux commandes d'une unité d'élite attachée au Joint Secret Operation (JSO), et chargée de combattre des ennemis redoutables aux quatre coins du monde. 

## Système de jeu
Comme dans les premiers Rainbow Six ou Ghost Recon, le joueur doit composer son équipe avec différents opérateurs des forces spéciales. Chacun dispose de capacités qui lui sont spécifiques (maîtrise des explosifs, maitre chien, etc.), et il revient au joueur d'effectuer le bon choix en fonction des objectifs et des difficultés de la mission. Avant chaque mission, il est possible d'effectuer une planification (choix du point d'insertion, répartition des opérateurs sur le terrain, itinéraire...) et de la suivre pendant le déroulement de l'opération. 
Le joueur doit choisir sa mission parmi les différentes cartes disponibles et la personnaliser en fonction des objectifs proposés : élimination des ennemis présents sur la zone, libération d'otages, évasion, etc.